# Autobus de Prague

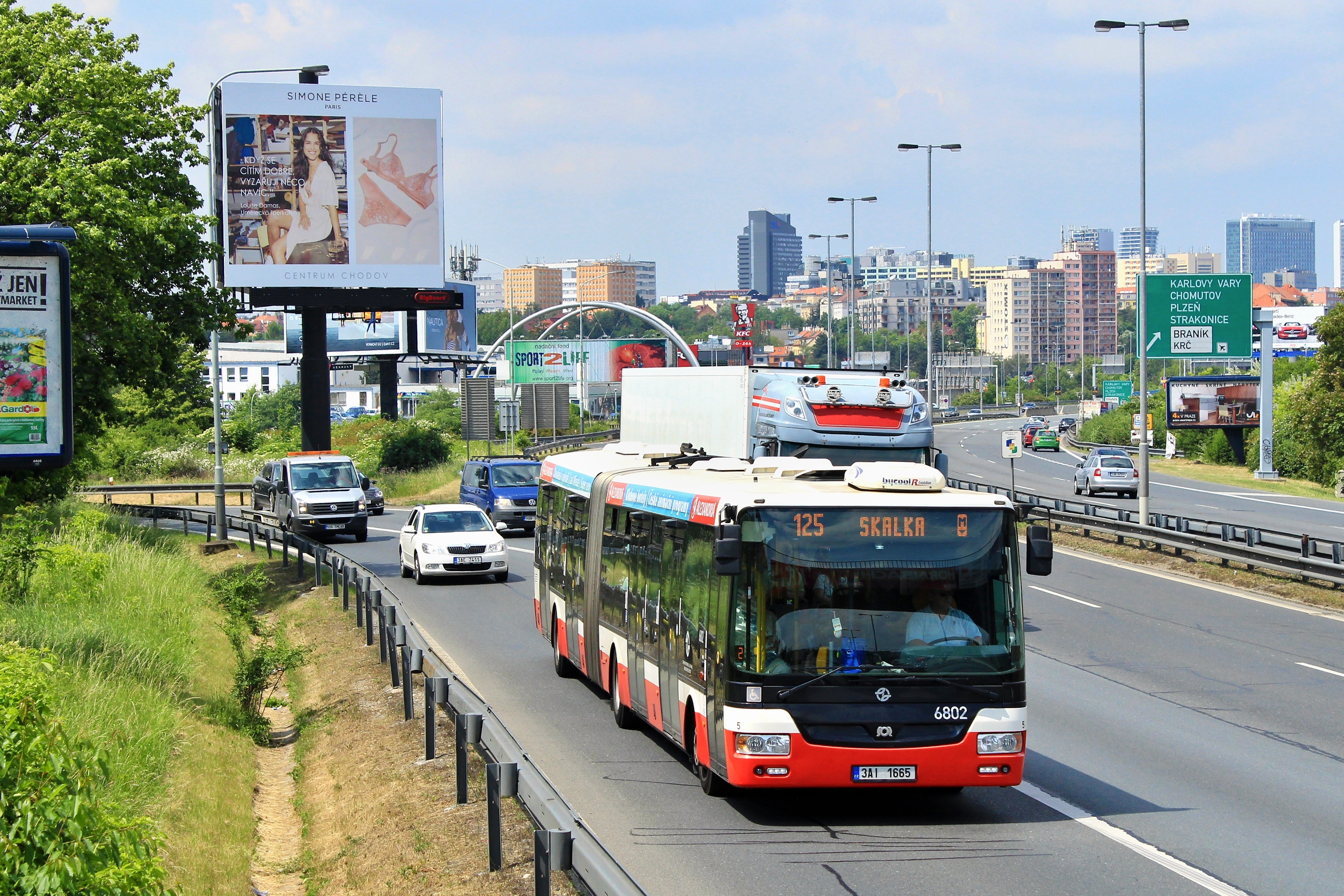
Autobus SOR NB 18 de l'opérateur public DPP.

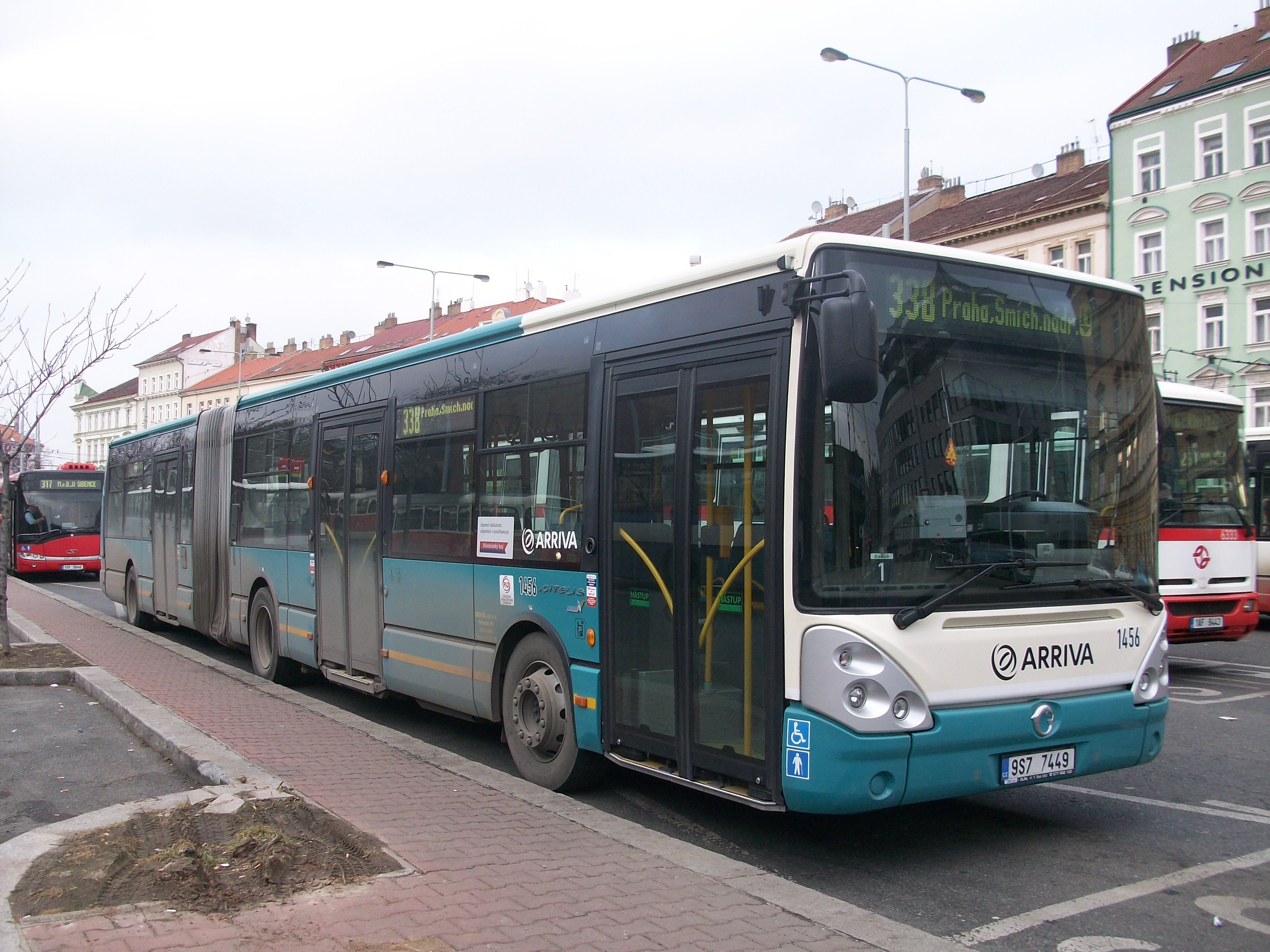
Irisbus Citelis 18 de l'opérateur Arriva.

Le réseau d'autobus de Prague couvre la ville de Prague et est exploité par plusieurs opérateurs, dont l'entreprise publique Dopravní podnik hlavního města Prahy, a.s. dépendant de la ville.

## Lignes

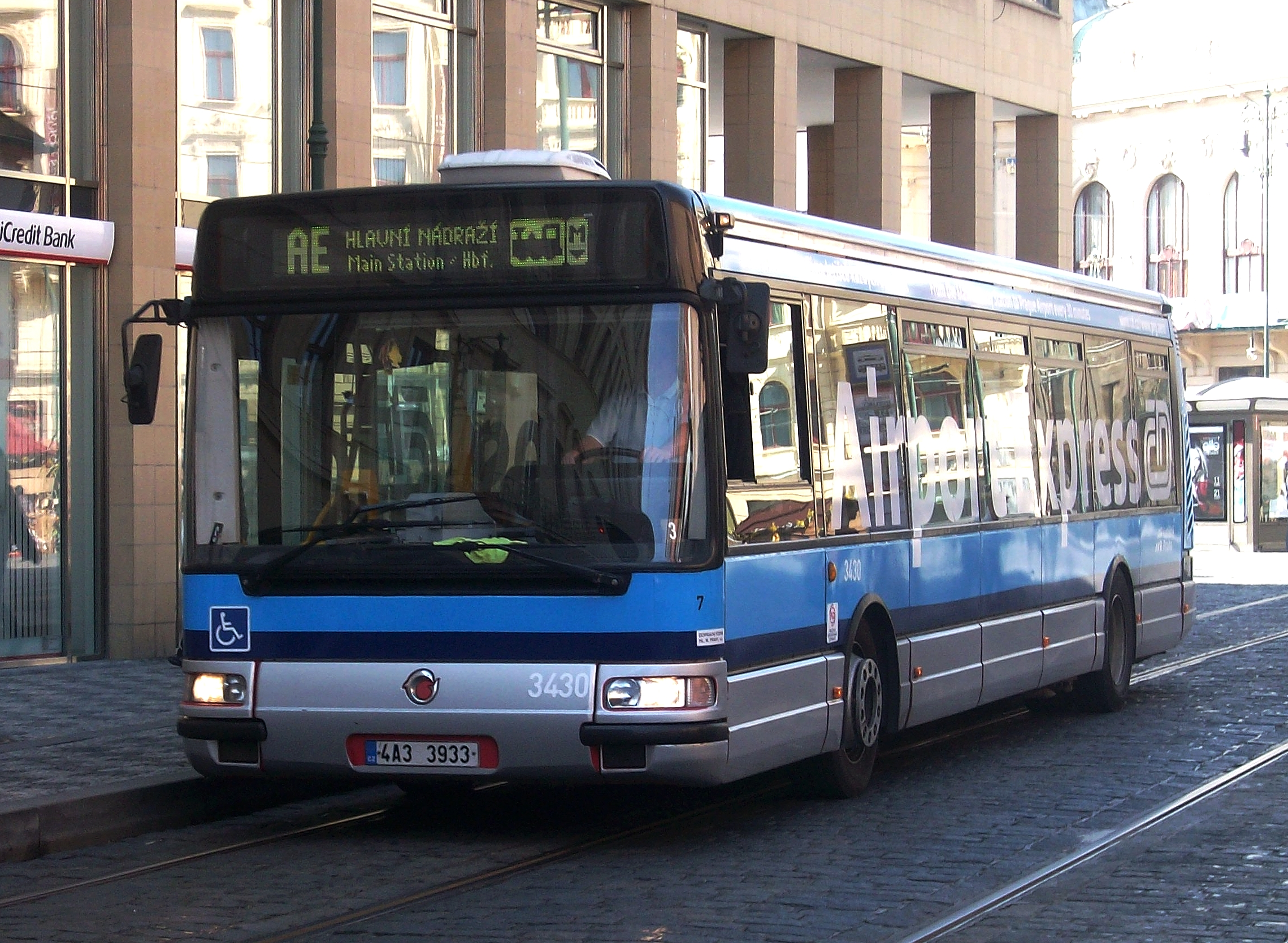
Autobus de la ligne Airport Express

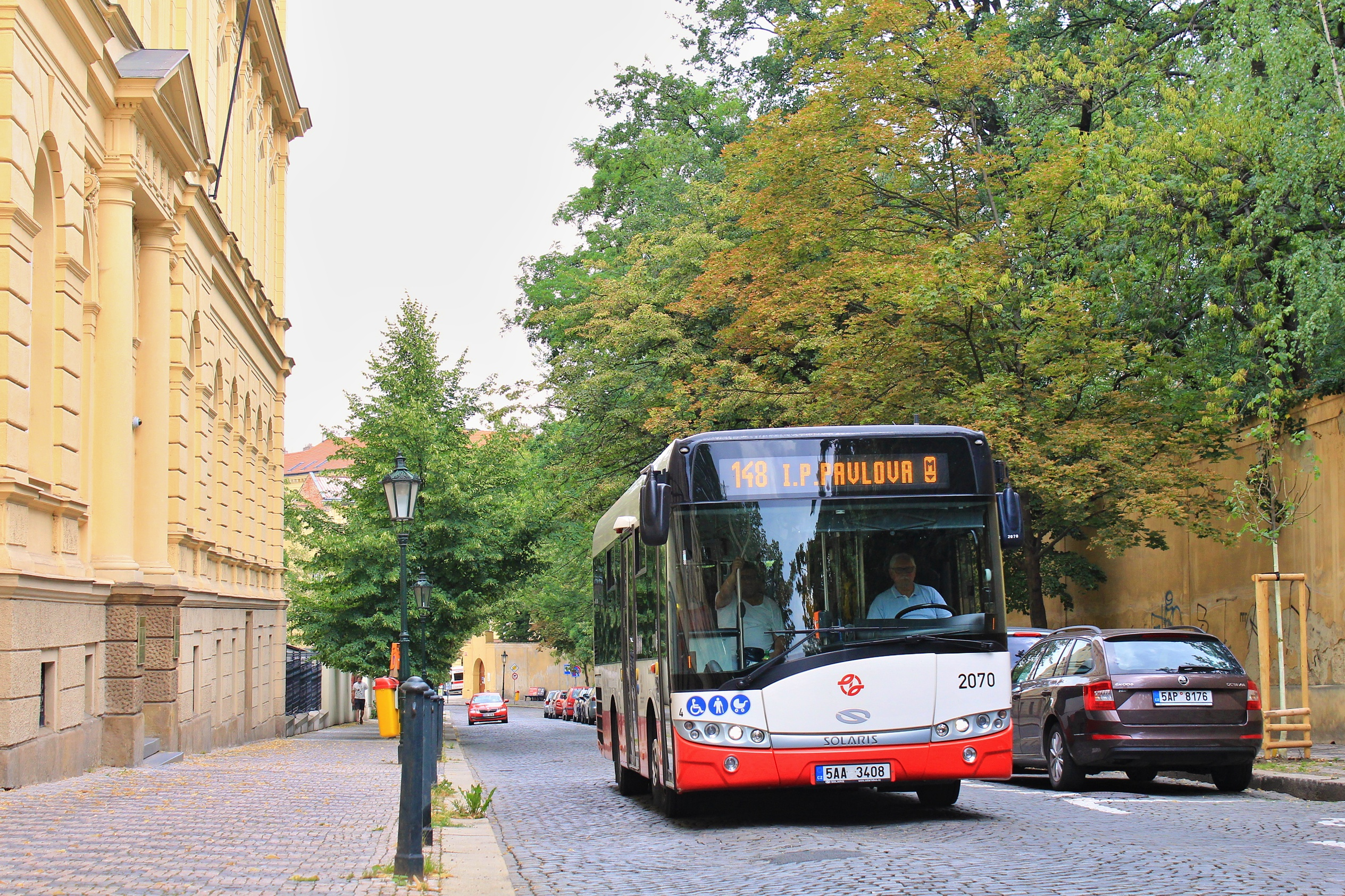
Solaris Urbino 8,9 de l'opérateur DPP, Nové Město

Les lignes de bus circulant dans le cadre du système de transport de la ville (Pražská integrovaná doprava) suivent la numérotation suivante :
- 100-297 : lignes urbaines de jour.
- 301-398 : lignes suburbaines de jour.
- 401-495 : lignes régionales de jour.
- 501-516 : lignes urbaines nocturnes.
- 551-571 : lignes scolaires.
- 601-610 : lignes suburbaines nocturnes.
- X9 à X22 : lignes de substitution au tramway lors d'évènements ou travaux.
- AE : Airport Express

## Matériel roulant
Le réseau compte majoritairement des véhicules de la marque SOR (NB 12 et NB 18) mais aussi des véhicules Karosa, Solaris ou Irisbus

## Exploitation

### Opérateurs
- Dopravní podnik hl. m. Prahy a. s. (DPP)
- Veolia Transport Praha, s. r. o.
- ČSAD Střední Čechy, a. s.
- ČSAD POLKOST, spol. s r. o.
- ČSAD MHD Kladno, a. s.
- Martin Uher, spol. s r. o.
- Bosák bus, spol. s. r. o. (Arriva Group)

### Tarification fin 2017
La tarification vaut pour tous les modes de transport public :
- 24 CZK pour 30 minutes,
- 32 CZK pour 90 minutes,
- 110 CZK pour 24 heures,
- 330 CZK pour 72 heures,
- 500 CZK pour 5 jours,
- Abonnements variables.